# Філіпе Аугусто
Філіпе Аугусто (порт. Filipe Augusto, нар. 12 серпня 1993, Ітамбе) — бразильський футболіст, півзахисник молодіжної збірної Бразилії і португальського клубу «Ріу-Аве».

## Клубна кар'єра
У дорослому футболі дебютував 2012 року виступами за команду клубу «Баїя», вихованцем футбольної школи якого був. Взяв участь лише у 2 матчах чемпіонату, після чого того ж 2012 року прийняв пропозицію перебратися до Європи, уклавши контракт з португальським «Ріу-Аве», який сплатив за перспективного півзахисника 2,2 мільйони євро. Попри юний вік Аугусто відразу отримав постійне місце в основній команді нового клубу. Проте з другого сезону в «Ріу-Аве» виходи бразильця на поле стали епізодичними і на початку вересня 2014 року він погодився на перехід на умовах оренди до кінця сезону  до іспанської  «Валенсії». В Іспанії доробок гравця обмежився шістьма виходами на поле в іграх Ла Ліги.
Влітку 2015 року повернувся до Португалії, де провівши дві гри за «Ріу-Аве» 31 серпня 2016 року був відданий в оренду до «Браги», в якій провів один сезон, після чого повернувся до «Ріу-Аве».

## Виступи за збірні
2012 року викликався до юнацької збірної Бразилії.
З 2014 року залучається до складу молодіжної збірної Бразилії. На молодіжному рівні зіграв у 2 офіційних матчах.

## Досягнення
- Чемпіон Португалії (1):

«Бенфіка» : 2016-17
- Володар Кубка Португалії (2):

«Брага» : 2015-16
«Бенфіка» : 2016-17
- Володар Суперкубка Португалії (1):

«Бенфіка» : 2017